# Fischer Black
Pour les articles homonymes, voir Black.
Fischer Black (22 novembre 1938, Washington - 30 août 1995, New York) est un mathématicien américain inventeur, avec Myron Scholes, d'une formule d'évaluation du prix des actifs financiers.

## Biographie
Fischer Black est titulaire d'un doctorat en mathématiques appliquées de l'université Harvard en 1964 et devient professeur de finance à l'université de Chicago en 1971, puis en 1975 à la Sloan School of Management du Massachusetts Institute of Technology.
S'appuyant sur des travaux de Robert Merton, Black est l'auteur, avec Myron Scholes de l'article qui allait, en 1973, révolutionner les mathématiques financières et le mode de fonctionnement des marchés financiers : The Pricing of Options and Corporate Liabilities, connu sous le nom de modèle Black-Scholes.
En 1984, il rejoint la banque d'investissement Goldman Sachs.
La découverte de ce modèle sera récompensée par le prix prix Nobel d'économie en 1997. Le prix n'étant pas attribué à titre posthume, seuls Scholes et Merton sont récipiendaires du prix, le discours accompagnant la remise du prix rendant largement honneur à Black, décédé deux ans auparavant.
En 2002, l'American Finance Association récompense en son honneur un jeune chercheur en finance qui a un port substantiel. Le prix est dénommé prix Fischer-Black.